# Édith Meusnier
Édith Meusnier est une artiste-plasticienne contemporaine française, née le 7 juin 1950 en France.

## Biographie
Édith Meusnier se passionne très tôt pour l'étude et l'interprétation contemporaine des techniques primitives de tressage, recherches qu’elle complète ensuite par des études supérieures de design textile à Paris.
Elle participe à de nombreuses expositions internationales d'art et de design textiles avant de quitter Paris en 1996 pour s'installer dans un petit village situé dans une clairière de forêt, en Picardie.
Cet environnement forestier, à la fois privilégié et fragilisé, a un grand impact sur son travail artistique qui, depuis, se situe à la frontière entre l'art textile et l'art environnemental.
Invitée en France et à l’étranger dans le cadre de résidences artistiques et d’expositions temporaires, elle intervient de plus en plus souvent furtivement dans les forêts, et en particulier dans la forêt d'Halatte en Picardie, près de chez elle.

## Principales installations depuis 2005
- 2021 : Sculpture Trail[1], Forest of Dean, GB
- 2020 : Parc du Musée du Louvre-Lens[2]
- 2019 : Neue Castle, Haslach, Autriche
- 2018 : Jardin de la Fondation Villa Datris, L'Isle s/ la Sorgue[3]
- 2017 : Galerie DLUL, Llubljana, Slovénie[4]
- 2016 : «À ciel ouvert», Riorges ; Monastère de Gradac[5], Raska, Serbie ; Musée historique, Belgrade, Serbie
- 2015 : Nolhaga Park, Alingsås, Suède ; Jardin Mosaïc, Lille
- 2014 : «Parcours Nov'Art», Château de Villevêque [6]; «L'art dans les jardins», Metz[7]
- 2012 : «Jardin des Arts», Chateaubourg[8]
- 2010 : Festival ARTEC, La Ferté-Bernard ; Sentier Art 3, Bois de Belle-Rivière, Québec ; Moon Rain Center, Outaouais, Canada
- 2009 : Parc du château de Jehay, Belgique ; "Histoire d'Eau", Vern-sur-Seiche
- 2008 : Cour du Musée des Tissus et des Arts décoratifs de Lyon
- 2007 : «Sous La ligne bleue des Vosges», Territoire de Belfort
- 2006 : Tempus Arti, Landen, Belgique ; Festival Les Arts au Vert, Stosswihir
- 2005 : Cour d'honneur de l'Hôpital de la Salpêtrière, Paris